# نادية النقراشي
نادية النقراشي (18 سبتمبر 1936 - 6 ديسمبر 2016) ممثلة وصحفية مصرية.

## حياتها ونشأتها
من مواليد القاهرة في 18 سبتمبر 1936، تخرجت من كلية الآداب قسم اللغة الإنجليزية، بدأت حياتها كصحفية في مجلة (آخر ساعة)، قبل أن تقتحم مجال التمثيل عام 1960 من خلال المشاركة بفيلم «المراهقات» مع ماجدة ورشدي أباظة، لتشارك بعدها في العديد من الأعمال حتى أوائل الثمانينات، من أبرز أعمالها في السينما «اعترافات زوج»، وأبرز أعمالها في التلفزيون مسلسل «الخماسين»، وفي الإذاعة مسلسل «لا شئ يهم» قصة إحسان عبد القدوس. لم تصل الفنانة نادية النقراشي لأدوار البطولة المطلقة، ولم تحصل على شهرة فنية كبيرة، واعتزلت المجال الفني في فترة الثمانينات ورصيدها 18 عملاً.

## قائمة أعمالها
مسلسل اذاعي «عالم عيال» للمخرج فؤاد شافعي وتأليف محمد عبد السلام شعبان
مسلسل اذاعي «الرحلة» للمخرج نور الدمرداش وتأليف صلاح حافظ
فيلم «المراهقات» للمخرج أحمد ضياء الدين، عام 1960
فيلم «سلوى في مهب الريح» للمخرج السيد بدير، عام 1962
مسرحية «نافذة الوهم» للمخرج سعد أردش، عام 1963
فيلم «شقاوة بنات» للمخرج حسام الدين مصطفى، عام 1963
فيلم «شباب طائش» للمخرج السيد زيادة، عام 1963
فيلم «زوجة ليوم واحد» للمخرج السيد زيادة، عام 1963
فيلم «المتمردة» للمخرج محمود ذو الفقار، عام 1963
فيلم «الشيطان الصغير» للمخرج كمال الشيخ، عام 1963
مسلسل اذاعي «لا شيء يهم» للمخرج محمد علوان، عام 1964
فيلم «زوج في إجازة» للمخرج محمد عبد الجواد، عام 1964
مسلسل اذاعي «الطعام لكل فم» للمخرج أحمد عبد الحميد، عام 1964
فيلم «اعترافات زوج» للمخرج فطين عبد الوهاب، عام 1964
فيلم «أرملة وثلاث بنات» للمخرج جلال الشرقاوي، عام 1965
مسلسل «الخماسين» للمخرج حمادة عبد الوهاب، عام 1972
مسلسل «الأزهر الشريف منارة الإسلام» للمخرج أحمد طنطاوي، عام 1982
مسلسل «أحلام اليقظة» للمخرج حمادة عبد الوهاب، عام 1987

## وصلات خارجية
- نادية النقراشي على موقع IMDb (الإنجليزية)
- نادية النقراشي على موقع الدهليز
- نادية النقراشي على موقع قاعدة بيانات الأفلام العربية
- نادية النقراشي على موقع الدهليز
- نادية النقراشي على موقع كاروهات